# Věra Kubková
Věra Kubková (* 19. května 1954) je bývalá československa sportovní plavkyně.

## Sportovní kariéra
Plavat se naučila relativně pozdě v 9 letech při letním pobytu na chatě v České Kamenici. V dětství se věnovala více stolnímu tenisu v klubu Lokomotiva Vršovice. V 6 třídě byla vybrána do experimentální plavecké třídy ZŠ ve Vinohradské ulici, kde pod vedením Ivany Felgrové začala se závodním plaváním v klubu Bohemians ČKD. Specializovala se na plaveckou techniku znak. Felgrová jí nazývala rebelkou a rváčkem v dobrém slova smyslu a dodávala: "Věra dokáže překvapit. Zaplavat výkon v době, kdy ho nikdo nečeká. Z průměrné formy se v závodě najednou vyšvihne až k československému rekordu."
Poprvé na sebe výrazně upozornila v roce 1969 na srpnovém juniorském mistrovství Evropy ve Vídni. Na 100 m znak zaplavala v rozplavbách československý rekord 1:11,5. Ve finále potom časem 1:11,8 obsadila nepopulární 4. místo. Na dvojnásobné trati 200 m znak v osobním rekordu 2:36,9 4. místo zopakovala. Po návratu vyšlo najevo, že o lepší výsledek jí pravděpodobně připravila neschopnost funkcionářů svazu zajistit lepší podmínky přepravy. Jak uvedl trenér Zdeněk Jelínek výprava cestovala na mistrovství Evropy přeplněným nočním vlakem na stojáka. Ještě v den odjezdu byly podle železnice k dispozici volná lehátka.
V roce 1970 na srpnovém mistrovství republiky opanovala sprint na 100 m znak a československým rekordem 1:10,4 splnila ostrý limit (1:11,0) pro start na mistrovství Evropy v Barceloně. Titul mistryně republiky získala i na své slabší dvojnásobné trati. V září na mistrovství Evropy se jí nepovedla rozplavba na 100 m znak. Časem 1:11,4 zaostala sekundu za svým osobním rekordem a nepostoupila mezi finálovou osmičku. Na 200 m znak sice zaplavala nový československý rekord 2:35,1, ale tento čas stačil na konec startovní listiny.
V přípravě na olympijskou sezónu 1972 se soustředila na znakařský sprint na 100 m, ale její výkonnost začala stagnovat. Nedokázala již prolomit hranici 71 sekund a to na splnění limitu pro start na olympijských hrách v Mnichově nestačilo. Na srpnovém mistrovství republiky 1972 jí dokonce na její výstavní trati 100 m znak vzala československý rekord mladá Marta Juránková z Olomouce.
V roce 1973 se soustředila na ukončení studia na sportovním gymnáziu Přípotoční a přijímačky na pražskou FTVS. K vrcholové (dvoufázové) plavecké přípravě se již nevrátila. Věnovala se trenérské práci.